# نيل سمايلي
نيل سمايلي (بالإنجليزية: Neil Smillie)‏ هو مدرب كرة قدم ولاعب كرة قدم بريطاني، ولد في 19 يوليو 1958 في بارنسلي في المملكة المتحدة. لعب مع برايتون أند هوف ألبيون وكريستال بالاس ونادي برينتفورد ونادي ريدنغ ونادي غيلينغهام ونادي واتفورد.

## وصلات خارجية
- نيل سمايلي على موقع قاعدة بيانات كرة القدم.إي يو (الإنجليزية)